# دانا رایت
دانا رایت (انگلیسی: Dana Wright؛ زادهٔ ۲۰ سپتامبر ۱۹۵۹) ورزشکار دو و میدانی اهل کانادا است.